# 瑞里河
瑞里河，又称八妹河，位于中国贵州省黔东南苗族侗族自治州榕江县北部，是寨蒿河（育洞河）右岸支流，发源于榕江县平阳乡领培村，向东流经乐里水库、乐里镇，至寨蒿镇乌公村转东南流，至寨蒿镇驻地西汇入寨蒿河。干流河长42千米，平均比降8.0‰，流域面积343平方千米。